# آيت واسيف (آيت واسيف)
آيت واسيف هي إحدى مشيخات المملكة المغربية، تتبع جغرافيا لإقليم تنغير وإداريًا لآيت واسيف. يقدر عدد سكانها بـ 7152 نسمة حسب الإحصاء الرسمي للسكان والسكنى لسنة 2004.